# Karabudachkent
Karabudachkent (russisch Карабудахкент; kumykisch Къарабудагъгент Qarabudağgent; darginisch Къарабудахкунт Qarabudaxkunt) ist ein Dorf (selo) in der Republik Dagestan in Russland mit 15.356 Einwohnern (Stand 14. Oktober 2010).

## Geographie
Der Ort liegt etwa 30 km Luftlinie südlich der Republikhauptstadt Machatschkala nahe dem nordöstlichen Rand des Großen Kaukasus. Er befindet sich beim Zusammenfluss von Paraulosen und Gubdenosen zum Manasosen, der etwa 13 km östlich in das Kaspische Meer mündet.
Karabudachkent ist Verwaltungszentrum des Rajons Karabudachkentski sowie Sitz und einzige Ortschaft der Landgemeinde (selskoje posselenije) Selo Karabudachkent. Es liegt im Zentralteil des Siedlungsgebietes der Kumyken, die den Großteil der Einwohner stellen. Andere stark vertretene Ethnien sind insbesondere Darginer, aber auch Laken.

## Geschichte
Der seit spätestens Anfang des 18. Jahrhunderts als bedeutendes Dorf bekannte Ort wurde 1921 erstmals Verwaltungszentrum eines Rajons. Nachdem dieser zwischenzeitlich in den Machatschkalinski rajon und später Buinakski rajon eingegliedert war, bestand er erneut vom 23. Januar 1935 bis 14. September 1960 sowie ab 1. Februar 1963 als Leninski rajon (benannt nach Lenin), ab 12. Januar 1965 wieder in den ursprünglichen Grenzen. Seit 20. Februar 1992 trägt der Rajon wieder seinen ursprünglichen Namen nach dem Dorf Karabudachkent.

### Bevölkerungsentwicklung
| Jahr | Einwohner |
| ---- | --------- |
| 1939 | 3.894     |
| 1959 | 4.281     |
| 1970 | 6.046     |
| 1979 | 7.360     |
| 1989 | 8.933     |
| 2002 | 12.336    |
| 2010 | 15.356    |

Anmerkung: Volkszählungsdaten

## Verkehr
Das Dorf liegt an der Regionalstraße 82K-011 (früher R280), die etwa 8 km östlich, bei der Siedlung Manas von der Fernstraße R217 Kawkas abzweigt, von Karabudachkent weiter in südlicher Richtung über Gubden und Sergokala verläuft und damit die Randgebiete des Kaukasus westlich der Stadt Isberbasch erschließt.
Bei Manas befindet sich auch die nächstgelegene Bahnstation bei Kilometer 2319 (ab Moskau) der Strecke Rostow am Don – Baku.

## Söhne und Töchter des Ortes
- Magomedgassan Abuschew (* 1959), Olympiasieger im Freistilringen